# Église Crețulescu
L'église Crețulescu ou église Kretzulescu (en roumain : Biserica Kretzulescu ou Biserica Crețulescu) est une église orthodoxe du centre de Bucarest, en Roumanie. Construite dans le style Brancovan, elle est située sur l'avenue de la Victoire, à un angle de la place de la Révolution, près de l'ancien Palais royal.
L'église a été commandée en 1720-1722 par le boyard Iordache Crețulescu et son épouse Safta, une fille du prince Constantin Brancovan. À l'origine, l'extérieur était peint, mais depuis la restauration de 1935-1936, réalisée sous la supervision de l'architecte Ștefan Balș, la façade est faite de briques. Les fresques sur le porche remontent à la structure d'origine, tandis que les fresques intérieures ont été peintes par Gheorghe Tattarescu en 1859-1860. 
L'église, endommagée pendant le tremblement de terre de novembre 1940, a été réparée en 1942-1943. La destruction de l'église fut planifiée lors des débuts de la République socialiste de Roumanie, mais l'église fut sauvée grâce aux efforts d'architectes comme Henriette Delavrancea-Gibory. D'autres rénovations ont eu lieu après le tremblement de terre de 1977 et la révolution de 1989. À côté de l'église se trouve maintenant un buste de Corneliu Coposu.